# Lehrdeputat
Als Lehrdeputat bezeichnet man im Hochschulwesen die Lehr- beziehungsweise Unterrichtsverpflichtung eines Hochschullehrers oder eines wissenschaftlichen Mitarbeiters. Sie wird oft in Semesterwochenstunden (SWS) gemessen und beinhaltet die Präsenzzeit in den Lehrveranstaltungen ohne vorbereitende oder nachbereitende Tätigkeiten.
Die Rechtsverordnungen sehen eine gewisse Flexibilität vor, sodass die Lehr- und Unterrichtspflichten vorgezogen oder nachträglich abgeleistet werden können, sofern der Lehrbetrieb dies erfordert.

## Lehrdeputate in Deutschland in Abhängigkeit vom Beschäftigungsverhältnis und vom Hochschultypus
Es gibt unterschiedliche Lehrdeputate, je nachdem, ob es sich beispielsweise um eine Universität bzw. statusmäßig gleichgestellte Hochschule oder eine Fachhochschule handelt.
Ein planmäßiger Universitätsprofessor (W2 oder W3) hat in der Regel ein Lehrdeputat von 8 oder 9 SWS, ein Professor an einer Fachhochschule mit Ausnahme Sachsen-Anhalts hingegen 18 SWS. In Bayern betrug das Lehrdeputat an Fachhochschulen von 2004 bis 2013 sogar 19 SWS. Das höhere Lehrdeputat an Fachhochschulen, auf das sich die Kultusminister bereits vor Jahrzehnten einigten, wurde damit erklärt, dass Universitätsprofessoren neben der akademischen Lehre ausreichend Freiraum für eigene Forschung zustand, während dies an Fachhochschulen lange nicht der Fall war und auch heute in mehreren Bundesländern nicht ist. Baden-Württemberg,  Bayern,  Brandenburg,  Hessen,  Mecklenburg-Vorpommern,  Nordrhein-Westfalen,  Sachsen-Anhalt und Schleswig-Holstein behielten sich eine Reduzierung des Lehrdeputats an Fachhochschulen auf einen Umfang von 16 SWS vor, die jedoch bisher nur von Sachsen-Anhalt umgesetzt wurde. Der Wissenschaftsrat empfiehlt für eine Lehrprofessur ein Maximum von 12 SWS.
Juniorprofessoren an Universitäten haben vor der Evaluation in der Regel 4, nach der positiven Evaluation 6 SWS Lehrverpflichtung. Juniordozenten (ein Amt in Baden-Württemberg) haben eine jeweils doppelt so hohe Lehrverpflichtung. Wissenschaftliche Mitarbeiter an Instituten an Universitäten haben üblicherweise eine ganze oder halbe Stelle, bei der sie zwei beziehungsweise eine Lehrveranstaltung halten müssen (4 bzw. 2 SWS), sofern es sich um Qualifikationsstellen handelt. Wissenschaftliche Mitarbeiter in Drittmittelprojekten haben in der Regel gar keine Unterrichtspflichten. Hingegen haben unter den wissenschaftlichen Mitarbeitern die Lehrkräfte für besondere Aufgaben – manchmal auch als außerplanmäßige Professoren – 12 bis 16 SWS an Universitäten oder meist über 20 SWS an Fachhochschulen zu unterrichten. Ähnliches gilt für Studienräte im Hochschuldienst.
Es gibt je nach Land und teils je nach Hochschule die Möglichkeit, Abweichungen vom Regeldeputat bei der Ernennung oder in der Berufungsvereinbarung festzulegen. Diese sind meist zeitlich befristet. Für die Amtsführung als Präsident, Vizepräsident oder als Dekan gibt es beispielsweise Ermäßigungen, die typischerweise je nach Amt und Land 50 bis 100 Prozent des Deputats betragen. Wer eine Projektleitung in Forschungsclustern der Exzellenzinitiative übernimmt, kann – je nach Hochschule und Land – auf Antrag sein Deputat ebenfalls um 50 % bis 100 % reduzieren lassen. Geringere Entlastungen („Entlastungsstunden“), in der Regel 1 bis 3 SWS, gibt es für weitere Aufgaben in der Selbstverwaltung.
In einigen Ländern, zum Beispiel in Nordrhein-Westfalen, kann bei den Berufungsverhandlungen auf eine Professur neben der Besoldung auch das Deputat flexibel festgelegt werden. Es existieren inzwischen an einigen Universitäten sogenannte Forschungsprofessuren mit einem Deputat unter der Regelverpflichtung von 9 SWS sowie Lehrprofessuren mit einem höheren Deputat. In Baden-Württemberg ist hierfür 2007 das Amt des Hochschuldozenten eingeführt worden.
Die Höhe des Lehrdeputats ist in Verordnungen (Lehrverpflichtungsverordnungen) festgelegt. Diese regeln auch, in welchem Maße eine Lehrveranstaltung zur Erfüllung des Deputats beiträgt. Bei Vorlesungen ist dies in der Regel die im Vorlesungsverzeichnis genannte Anzahl von SWS und damit die volle Kontaktzeit. Anders ist dies beispielsweise bei Exkursionen, bei denen meist nur ein Bruchteil der Kontaktzeit zur Erfüllung des Lehrdeputats verrechnet werden kann. Der Umfang, in dem nichttraditionelle Lehrformate wie virtuelle Lehre oder die Erstellung elektronischer Lehrmaterialien zur Erfüllung des Lehrdeputats herangezogen werden kann, wird meist ebenfalls geregelt.

## Regeldeputate in Abhängigkeit vom Land
| Land                   | Universitäten | Fachhochschulen | Quelle |
| ---------------------- | ------------- | --------------- | --- |
| Baden-Württemberg      | 9             | 18              | Verordnung der Landesregierung über die Lehrverpflichtungen an Universitäten, Pädagogischen Hochschulen und Fachhochschulen (Lehrverpflichtungsverordnung – LVVO) |
| Bayern                 | 9             | 18              | Verordnung über die Lehrverpflichtung des wissenschaftlichen und künstlerischen Personals an Universitäten, Kunsthochschulen und Fachhochschulen (Lehrverpflichtungsverordnung – LUFV), seit 13. Februar 2023 Ausführungsverordnung zum Bayerischen Hochschulinnovationsgesetz (AVBayHIG) |
| Berlin                 | 9             | 18              | Verordnung über die Lehrverpflichtung an Hochschulen (Lehrverpflichtungsverordnung – LVVO) |
| Brandenburg            | 8             | 18              | Verordnung über den Umfang der Lehrverpflichtung des hauptberuflich tätigen wissenschaftlichen und künstlerischen Personals an den staatlichen Hochschulen des Landes Brandenburg (Lehrverpflichtungsverordnung-LehrVV)                                                                   |
| Bremen                 | 8–10          | 18              | Verordnung über den Umfang und den Nachweis der Erfüllung der Lehrverpflichtung an staatlichen Hochschulen (Lehrverpflichtungs- und Lehrnachweisverordnung – LVNV) |
| Hamburg                | 9             | 18              | Lehrverpflichtungsverordnung für die Hamburger Hochschulen (LVVO) |
| Hessen                 | 8             | 18              | Verordnung über den Umfang der Lehrverpflichtung des wissenschaftlichen und künstlerischen Personals an den Universitäten und Fachhochschulen des Landes Hessen (Lehrverpflichtungsverordnung)                                                                                            |
| Mecklenburg-Vorpommern | 8             | 18              | Verordnung über die Lehrverpflichtung des hauptberuflichen Lehrpersonals an den Hochschulen des Landes Mecklenburg-Vorpommern (Lehrverpflichtungsverordnung – LVVO M-V -) |
| Niedersachsen          | 8 (9)         | 18              | Verordnung über die Lehrverpflichtung an Hochschulen (Lehrverpflichtungsverordnung – LVVO); seit 2011 sind es 9 SWS, allerdings nur vorübergehend (laut Ministerium), um den doppelten Jahrgang abzufangen                                                                                |
| Nordrhein-Westfalen    | 9             | 18              | Verordnung über die Lehrverpflichtung an Universitäten und Fachhochschulen (Lehrverpflichtungsverordnung – LVV) |
| Rheinland-Pfalz        | 9             | 18              | Landesverordnung über die Lehrverpflichtung an den Hochschulen (HLehrVO) |
| Saarland               | 9             | 18              | Verordnung über die Lehrverpflichtung an den staatlichen Hochschulen des Saarlandes – Lehrverpflichtungsverordnung (LVVO) |
| Sachsen                | 8             | 18              | Verordnung des Sächsischen Staatsministeriums für Wissenschaft, Kultur und Tourismus über Art und Umfang der Dienstaufgaben an staatlichen Hochschulen im Freistaat Sachsen (Hochschuldienstaufgabenverordnung – HSDAVO)                                                                  |
| Sachsen-Anhalt         | 8             | 16              | Verordnung über die Lehrverpflichtung an staatlichen Hochschulen des Landes Sachsen-Anhalt (Lehrverpflichtungsverordnung – LVVO) |
| Schleswig-Holstein     | 9             | 18              | Landesverordnung über die Lehrverpflichtung an Hochschulen (Lehrverpflichtungsverordnung – LVVO) |
| Thüringen              | 9             | 18              | Thüringer Verordnung über die Lehrverpflichtung an den Hochschulen (Thüringer Lehrverpflichtungsverordnung – ThürLVVO -) |